# Episodi di 800 Words (prima stagione)
La prima stagione della serie televisiva 800 Words, composta da 8 episodi, è stata trasmessa in Australia su Seven Network dal 15 settembre al 3 novembre 2015.
In Italia, la stagione è andata in onda in prima visione satellitare su Fox Life, canale a pagamento della piattaforma Sky, dal 25 giugno al 16 luglio 2018.
| nº | Titolo originale | Titolo italiano        | Prima TV Australia | Prima TV Italia |
| -- | ---------------- | ---------------------- | ------------------ | --------------- |
| 1  | Episode 1        | Un nuovo inizio        | 15 settembre 2015  | 25 giugno 2018  |
| 2  | Episode 2        | Incomprensioni         | 22 settembre 2015  | 25 giugno 2018  |
| 3  | Episode 3        | La rivelazione         | 29 settembre 2015  | 2 luglio 2018   |
| 4  | Episode 4        | Lasciarsi andare       | 6 ottobre 2015     | 2 luglio 2018   |
| 5  | Episode 5        | Il compleanno di Laura | 13 ottobre 2015    | 9 luglio 2018   |
| 6  | Episode 6        | George l'investigatore | 20 ottobre 2015    | 9 luglio 2018   |
| 7  | Episode 7        | Ritorno a Sidney       | 27 ottobre 2015    | 16 luglio 2018  |
| 8  | Episode 8        | Il campeggio           | 3 novembre 2015    | 16 luglio 2018  |